# Kim Mu-yeol
Kim Mu-yeol (* 22. Mai 1982 in Seoul) ist ein südkoreanischer Film- und Theaterschauspieler.

## Leben
Kim Mu-yeol studierte Darstellende Kunst an der Sungkyunkwan-Universität, die sich im Theaterbezirk Daehangno befindet. Er begann seine Karriere in Theaterstücken und Musicals. Für seine Leistung als Melchior in dem Musical Frühlings Erwachen wurde er mit dem Korea Musical Award als Bester Darsteller ausgezeichnet. Er wechselte jedoch zum Film mit seiner ersten größeren Rolle in The Scam (2009). 2011 spielte er eine größere Rille in dem erfolgreichen Historienfilm War of the Arrows. 2012 spielte Kim in dem provokativen Drama Eungyo einen hin- und hergerissenen Autoren.
Im gleichen Jahr erntete Kim öffentliche Kritik über Medienberichte, sich der Wehrpflicht entzogen zu haben und entziehen zu wollen. Im März 2001 wurde er als wehrdiensttauglich eingestuft. Danach soll er zwischen 2007 und 2009 sechs Mal seine Einberufung verzögert haben und nannte als Gründe die Beamtenprüfung oder Beginn einer Ausbildung. Doch nichts dergleichen fand tatsächlich statt. Allerdings soll er in diesem Zeitraum etwa 300 Millionen Won durch Filme und Fernsehserien verdient haben. Außerdem beantragte er die Befreiung vom Dienst aufgrund einer Knieverletzung, was abgelehnt wurde, und weil seine Familie zu arm sei, was genehmigt wurde. Kims Vater erkrankte 2008 an Krebs.
Durch die Kontroverse verlor Kim seine Rolle in dem Film AM 11:00 (Yeolhansi) und wurde durch Choi Daniel ersetzt. In seiner Stellungnahme sagte Kim, er habe sich nie vor dem Militärdienst drücken wollen und nichts falsch gemacht. Um die Gerüchte aus der Welt zu schaffen, entschloss er sich schließlich, seinen Wehrdienst abzuleisten. Am 8. Juli 2014 endete sein Dienst. Seine erste Hauptrolle nach Entlassung spielte er 2015 in dem Kriegsfilm Northern Limit Line über den Zwischenfall mit Nordkorea bei Yeonpyeong im Jahr 2002. Es folgten weitere große Rollen in dem Historienfilm Warriors of the Dawn (2017), dem Thriller Forgotten (2017), der Fernsehserie Bad Guys: Vile City (2017), der Actionkomödie Snatch Up (2018) und Kim Jee-woons Animeverfilmung Illang: The Wolf Brigade (2018).
Am 4. April 2015 heiratete er die Schauspielerin Yun Seung-a.

## Filmografie

### Filme
- 2001: Saigan (사이간)
- 2004: The Happy Family (행복한 가족)
- 2005: Oneulbuteo Urineun (오늘부터 우리는)
- 2009: The Scam (작전 Jakjeon)
- 2009: After the Banquet (결혼식 후에 Gyeolhonsik Hue)
- 2010: Finding Mr. Destiny (김종욱 찾기 Gim Jong-uk Chatgi)
- 2010: Vertical Limit (Kurzfilm)
- 2011: Romantic Heaven (로맨틱 헤븐)
- 2011: War of the Arrows (최종병기 활)
- 2012: Doomsday Book (인류멸망보고서)
- 2012: A Muse (은교)
- 2012: Gae-deul-ui Jeonjaeng (개들의 전쟁)
- 2015: Northern Limit Line (연평해전)
- 2017: Warriors of the Dawn (대립군)
- 2017: Forgotten (기억의 밤)
- 2018: Snatch Up (머니백 Money Bag)
- 2018: Illang: The Wolf Brigade (인랑 Illang)
- 2019: The Gangster, the Cop, the Devil
- 2020: Honest Candidate (정직한 후보)
- 2020: Intruder (침입자 Chimipja)

### Fernsehserien
- 2007: Chosun Police: Season 1 (조선과학수사대 별순검 시즌 1)
- 2008: Chosun Police: Season 2 (조선과학수사대 별순검 시즌 2)
- 2008: Iljimae (일지매)
- 2009: Wife Returns (아내가 돌아왔다)
- 2015: My Beautiful Bride (아름다운 나의 신부)
- 2017: Bad Guys: Vile City (나쁜 녀석들: 악의 도시)
- 2022: Grid (그리드)
- 2022: Juvenile Justice (소년심판)
- 2023: Sweet Home (스위트홈)
- 2024: Queen Woo (우씨왕후)

## Auszeichnungen
- 2000: Dongrang Youth Arts Festival: Excellence Award, Actor
- 2007: 1st Daegu International Musical Festival: Auszeichnung in der Kategorie Bester Neuer Darsteller
- 2009: 15th Korea Musical Awards: Auszeichnung in der Kategorie Bester Darsteller für Frühlings Erwachen[2]